# Lockerbieattentatet
Lockerbieattentatet var ett sprängattentat på ett passagerarplan av typen Boeing 747 som inträffade den 21 december 1988 över den skotska byn Lockerbie. Attentatet krävde totalt 270 människoliv, 243 passagerare och 16 i besättning samt 11 personer på marken. Den efterföljande rättsliga och politiska affären i anslutning till dådet kallas även Lockerbieaffären.

## Attentatet
Lockerbieattentatet är uppkallat efter den skotska byn Lockerbie, över vilken 21 december 1988 ett flygplan (Pan Am Flight 103), Boeing 747 med namnet Clipper Maid of the Seas, exploderade i luften med 259 personer ombord, däribland den svenske FN-diplomaten Bernt Carlsson. Dödssiffran uppgick till 270, eftersom även 11 personer på marken omkom. De flesta av passagerarna var från USA.
Planet hade startat i Frankfurt och var efter mellanlandning på Heathrow i London på väg till New York. När planet befann sig över Lockerbie sprängdes det och flygdelar regnade ner över området. De nedfallande flygdelarna förstörde flera hus och bilar. Orsaken till haveriet uppgavs av brittiska myndigheter den 28 december vara att planet sprängts av en bomb ombord; misstankarna om sprängattentat framfördes redan samma dag eftersom flygplansdelarna var spridda över ett stort område, nospartiet och kabinen föll ner flera mil från varandra.

## Utredning och åtal
En gigantisk multinationell polisundersökning (som involverade FBI, CIA, Metropolitanpolisen, skotska polisen och tyska Bundeskriminalamt) gav vid handen att en bomb placerats på planet av två libyska medborgare, Abdelbaset Ali Mohmed al-Megrahi och Lamin Khalifah Fhimah, på uppdrag av libyska säkerhetstjänsten. De åtalades av Skottlands och USA:s riksåklagare den 14 november 1991, och Storbritannien krävde att de båda männen skulle utlämnas, uppbackade av president George Bush, som varnade Libyen för internationella sanktioner om de inte samarbetade.
FN:s säkerhetsråd antog 21 januari 1992 resolution 731, som uppmanade Libyen att samarbeta så att förövarna kunde ställas inför rätta. Dessa misstänktes även för sabotage mot det franska planet UTA Flight 772, som havererade i Afrika september 1989 med förlust av 171 människoliv som följd. Den 31 mars 1992 antog FN:s säkerhetsråd resolution 748, som beslutade om ekonomiska sanktioner mot Libyen, eftersom dess regering underlåtit att "genom konkreta handlingar visa sitt avståndstagande från terrorism" samt underlåtit att "besvara uppmaningarna i resolution 731".
USA och Storbritannien krävde att få de två misstänkta libyerna utlämnade för att ställa dem inför rätta. Libyen vägrade. I mars 1992 vände sig Libyen till Internationella domstolen i Haag, för att denna skulle utfärda förbud för USA och Storbritannien att med hot om våld (exempelvis genom FN) framtvinga utlämning. I april 1999 utlämnades de två misstänkta gärningsmännen för rättegång i Nederländerna. Den kompromiss som möjliggjorde detta innefattade FN-medling och beslut om skotska åklagare och domare på nederländskt territorium.
En skotsk domstol, som höll förhandling på en nederländsk militärbas, dömde al-Megrahi den 31 januari 2001 till livstids fängelse för sprängningen. Den medåtalade, Al Amin Khalifa Fhimah, frikändes. Abdelbaset Ali al-Megrahi frigavs 20 augusti 2009 av humanitära skäl, då han led av långt framskriden prostatacancer.

## Kompensation
I oktober 2008 deponerade Libyen 1,5 miljarder dollar i en fond som ska användas för att kompensera släktingar till offren i
1. Lockerbieattentatet;
2. Diskoteksbombningen i Västberlin 1986;
3. UTA Flight 772
4. Libyska offer i USA:s flygbombningar av Libyen 1986 - då USA bombade Tripoli och Benghazi 1986.

Som ett resultat därav skapade president George W. Bush en exekutiv order (13477) som återinförde Libyens immunitet för terrorrelaterade stämningar, samt hävde alla kompensationsärenden i USA, enligt Vita huset.
Saif al-Gaddafi sa i en intervju med BBC Two 31 augusti 2008 att Libyen endast erkänt ansvar för Lockerbieattentatet för att få handelssanktionerna hävda. Han sade att offrens familjer var mycket giriga: "De efterfrågar mer pengar och mer pengar och mer pengar." Libyens avgående justitieminister Mustafa Abdul Jalil sa i en intervju med Expressen 23 februari 2011 att Muammar al-Gaddafi själv ansvarade för terrordådet.

## Offrens nationaliteter

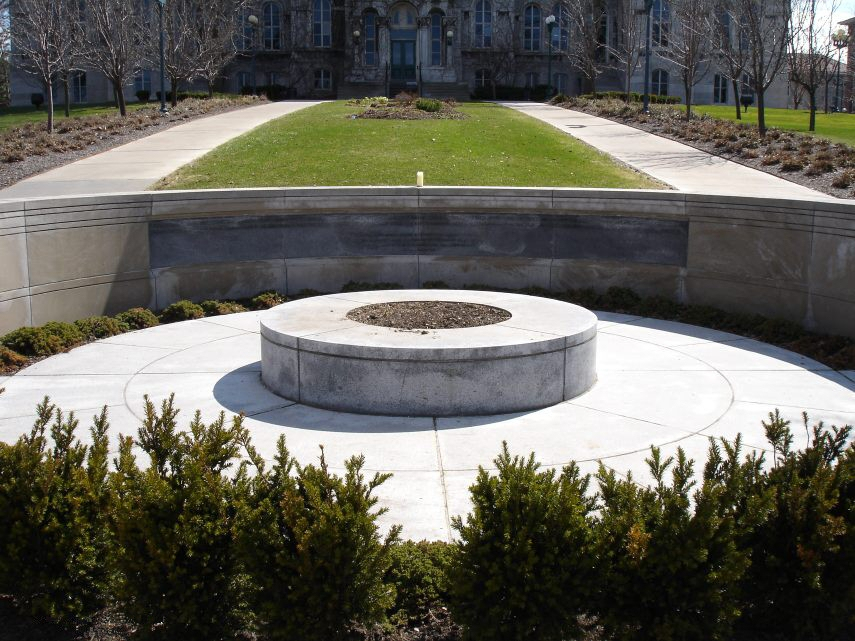
Syracuse Universitys minnesmonument i Syracuse (35 elever från skolan dog).

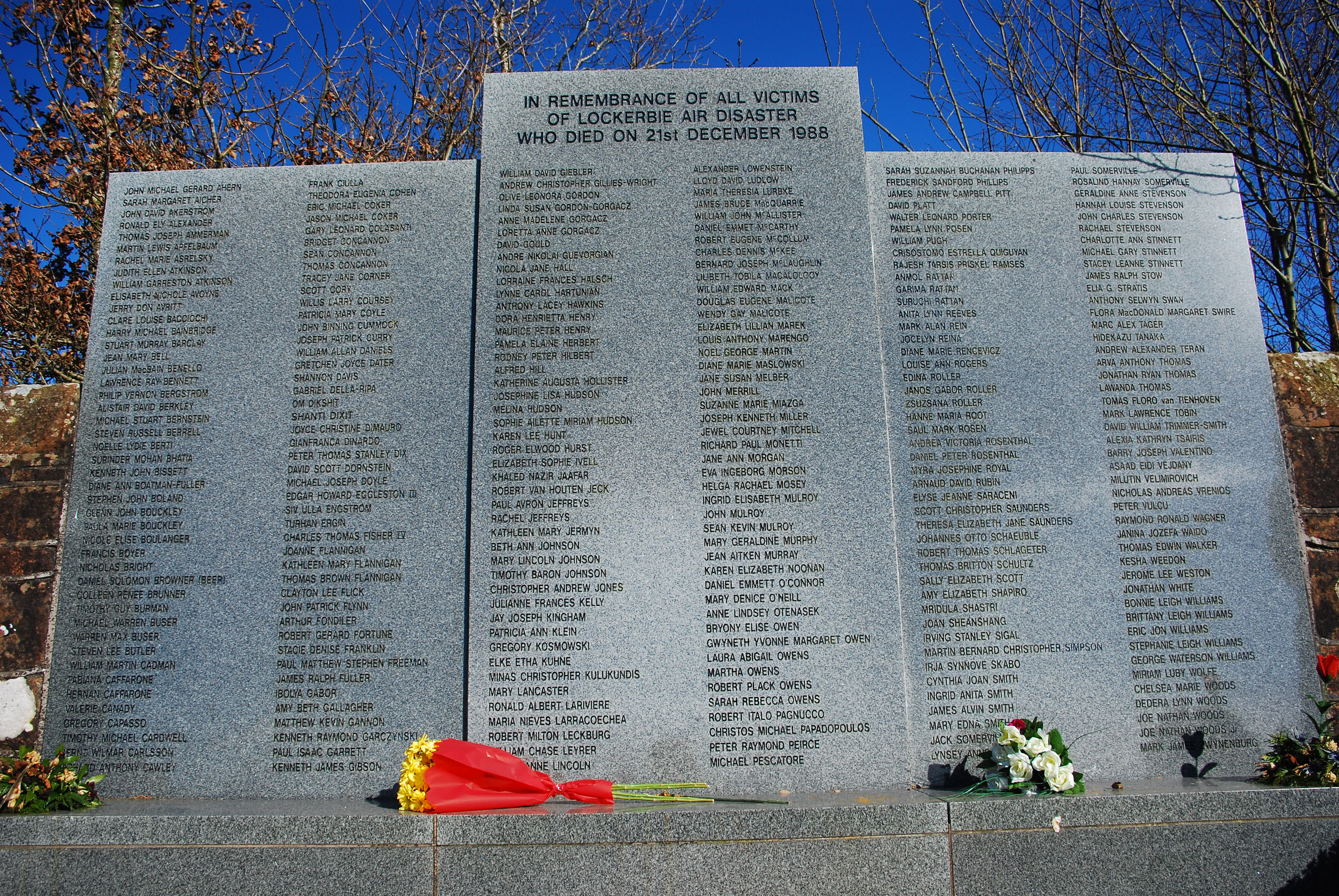
Minnesmonument på Dryfesdale Cemetery.

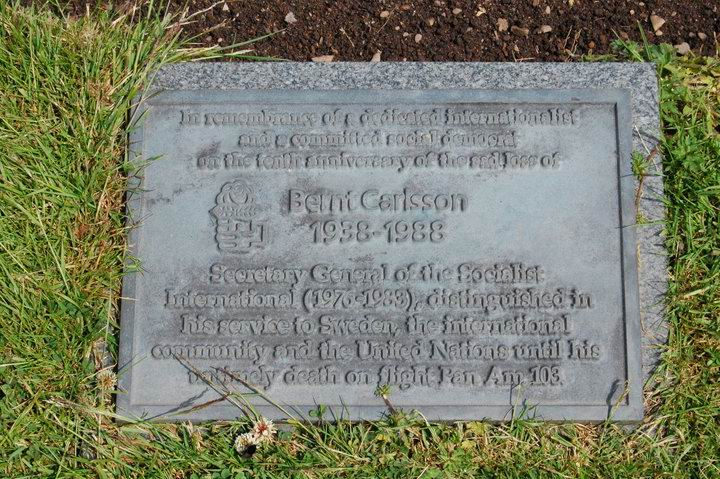
Dryfesdale Cemetery finns en minnessten till minne av Bernt Carlsson.

De 259 offren ombord flygplanet kom från 21 olika länder.
| Nationalitet        | Passagerare | Besättning | Totalt |
| ------------------- | ----------- | ---------- | ------ |
| Argentina           | 3           | 0          | 3      |
| Belgien             | 1           | 0          | 1      |
| Bolivia             | 1           | 0          | 1      |
| Kanada              | 3           | 0          | 3      |
| Frankrike           | 2           | 1          | 3      |
| Tyskland            | 3           | 1          | 4      |
| Ungern              | 4           | 0          | 4      |
| Indien              | 3           | 0          | 3      |
| Irland              | 3           | 0          | 3      |
| Israel              | 1           | 0          | 1      |
| Italien             | 2           | 0          | 2      |
| Jamaica             | 1           | 0          | 1      |
| Japan               | 1           | 0          | 1      |
| Filippinerna        | 1           | 0          | 1      |
| Sydafrika           | 1           | 0          | 1      |
| Spanien             | 0           | 1          | 1      |
| Sverige             | 2           | 1          | 3      |
| Schweiz             | 1           | 0          | 1      |
| Trinidad och Tobago | 1           | 0          | 1      |
| Storbritannien      | 40          | 1          | 41     |
| USA                 | 169         | 11         | 180    |
| Totalt              | 243         | 16         | 259    |